# 九龍巴士889線
九龍巴士889線是香港一條馬場巴士路線，在沙田馬場賽馬日賽事完結後，由沙田馬場單向開往平田，提供接載九龍東的市民離開沙田馬場的巴士服務。

## 歷史
- 1978年10月7日：本線投入服務，總站設於觀塘碼頭。當時除接受現金繳付車費外，馬迷亦可在乘車前一日於筲箕灣及牛頭角的2間馬會投注站預購此路線的車票。
- 1993年9月10日：改為全線空調巴士服務，全程收費維持不變。
- 2000年9月3日：為方便油塘及藍田的市民來往沙田馬場，本線總站延長至藍田（北）。
- 2003年7月6日：為配合平田巴士總站啟用遷往該處[1]。
- 2018年9月2日：取消平田往沙田馬場的服務[2]。
- 2020年2月7日：因應新型冠狀病毒疫情期間沙田馬場賽馬日的特別安排，由當日起暫停服務，直至翌年9月5日方恢復[3]。

## 服務時間及班次
沙田馬場開
- 於沙田馬場賽馬日尾場賽事開跑後提供服務，客滿即開

## 收費
全程：$34.7
不設分段收費及八逹通轉乘優惠。
| - 本線設有12歲以下小童及65歲或以上長者半價優惠。 - 本線不設長者及殘疾人士每程$2.0的票價優惠；12至64歲殘疾人士如使用「殘疾人士身份」個人八達通，以及60至64歲香港居民使用「樂悠咭」繳付車資，會以全費計算。 - 乘客可以現金或八達通於上車時付款，不設找續。 - 每位成人乘客可免費攜帶最多兩名4歲以下而不佔座位的兒童乘客乘車，超額之4歲以下小童必須繳付小童車費乘車。 - 持有「九巴月票」之乘客在車票有效期內，每日可享最多10程任何九龍巴士及龍運巴士路線（包括本路線，以及聯營路線的九龍巴士／龍運巴士提供的班次；惟乘搭機場「A」及「NA」線則可享原價二七折優惠（不會計算每天10次合資格車程））；而B1線則每日可享最多各2程（不會計算每天10次合資格車程）。 - 九龍巴士、城巴、龍運巴士及陽光巴士全職員工及家屬（不包括外判職員）可免費乘搭本路線，惟必須拍職員或職員家屬八達通。 - 乘客亦可透過多元化電子支付系統（e度嘟）繳付車資，包括使用非接觸式VISA卡、JCB卡、萬事達卡、銀聯卡、美國運通、大來國際、Discover Card、Apple Pay、Google Pay、Samsung Pay、AlipayHK「易乘碼」、支付寶、WeChatHK／微信支付「搭車碼」、銀聯雲閃付「乘車碼」及BOC Pay「乘車碼」。乘客使用此付款方式，使用此支付方式的乘客可享有中途下車之分段收費，以及與其他九巴／龍運獨營路線或聯營線九巴／龍運班次之轉乘優惠，惟不適用於與非九巴／龍運路線之轉乘優惠，亦不能享有「公共交通費用補貼計劃」。 |

## 行車路線
經：沙田馬場通道、大埔公路-沙田段、沙田路、獅子山隧道公路、獅子山隧道、龍翔道、蒲崗村道、彩虹道、彩虹通道、太子道東、觀塘道、隧道、觀塘道、鯉魚門道、高超道、碧雲道、連德道、德田街及安田街。

### 沿線車站

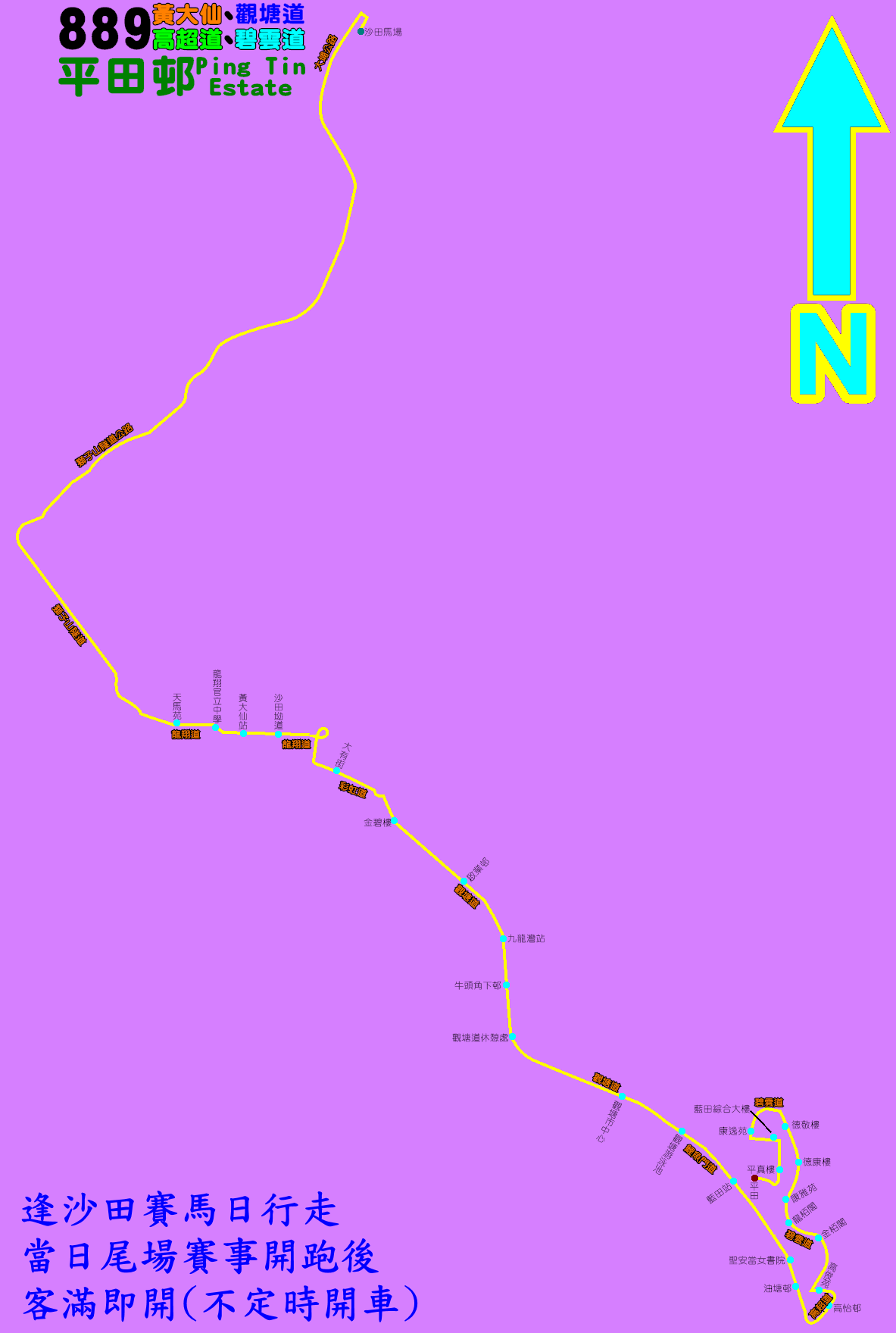
此線的走線圖

| 1                                                    | 沙田馬場巴士總站               | 沙田馬場巴士總站   |
| 大埔公路-沙田段； 沙田路、獅子山隧道公路、獅子山隧道 |                                |                    |
| 2                                                    | 天馬苑                         | 龍翔道             |
| 3                                                    | 龍翔官立中學                   | 龍翔道             |
| 4                                                    | 黃大仙轉車站－黃大仙廟（B2）   | 龍翔道             |
| 5                                                    | 黃大仙轉車站－沙田坳道（A1）   | 龍翔道             |
| 6                                                    | 大有街                         | 彩虹道             |
| 7                                                    | 彩虹轉車站－彩虹邨金碧樓（L2） | 彩虹通道           |
| 8                                                    | 啟業邨                         | 觀塘道             |
| 9                                                    | 九龍灣站                       | 觀塘道             |
| 10                                                   | 牛頭角下邨                     | 觀塘道             |
| 11                                                   | 觀塘道休憩處                   | 觀塘道             |
| 12                                                   | 觀塘轉車站－觀塘市中心（T5）   | 觀塘道             |
| 觀塘道下通道                                         |                                |                    |
| 13                                                   | 觀塘游泳池（R2）               | 鯉魚門道           |
| 14                                                   | 藍田站                         | 鯉魚門道           |
| 15                                                   | 聖安當女書院                   | 鯉魚門道           |
| 16                                                   | 油塘邨                         | 鯉魚門道           |
| 17                                                   | 高怡邨                         | 高超道             |
| 18                                                   | 高俊苑                         | 高超道             |
| 19                                                   | 康栢苑金柏閣                   | 碧雲道             |
| 20                                                   | 康栢苑龍柏閣                   | 碧雲道             |
| 21                                                   | 康雅苑                         | 碧雲道             |
| 22                                                   | 德田邨德康樓                   | 碧雲道             |
| 23                                                   | 德田邨德敬樓                   | 碧雲道             |
| 24                                                   | 康逸苑                         | 連德道             |
| 25                                                   | 藍田綜合大樓                   | 德田街             |
| 26                                                   | 平田邨平真樓                   | 安田街             |
| 27                                                   | 平田巴士總站                   | 平田公共運輸交匯處 |